# Alain Roche
Alain Roche (Brive-la-Gaillarde, 14 d'octubre de 1967) és un exfutbolista professional francès, que ocupava la posició de defensa.
Va romandre pràcticament tota la seua carrera esportiva en clubs de primer nivell de la competició francesa, a excepció del període 1998-2000, en el qual va militar al València CF. Roche ha estat 25 cops internacional per la selecció francesa, tot marcant un gol. Va ser campió d'Europa amb el conjunt sub-21, l'any 1988. El seu títol més important va ser la Recopa d'Europa de 1996, guanyada a les files del Paris St-Germain. En competicions domèstiques, ha guanyat tres Ligue 1 (1987, 1990 i 1994), cinc Copes de França (1986, 1987, 1993, 1995 i 1998), dues Copes de la Lliga (1995 i 1998) i una Copa del Rei espanyola (1999).